# Puyan (Changhua)
Puyan (chinesisch 埔鹽鄉, Pinyin Pǔyán Xiāng) ist eine Landgemeinde (鄉,  Xiāng) im Landkreis Changhua in der Republik China auf Taiwan.

## Lage
Puyan liegt westlich des Zentrums des Landkreises Changhua. Das Terrain ist eben und die Höhe nimmt etwas Richtung Nordwesten zu. Geologisch besteht das Gebiet aus erdgeschichtlich jungem Schwemmland. Die maximale Ost-West-Ausdehnung beträgt etwa 8,84 Kilometer und die Nord-Süd-Ausdehnung 4,20 Kilometer. Das Klima ist subtropisch warm mit einer Jahresmitteltemperatur von 28,2 °C. Die niedrigsten Temperaturen werden im Januar erreicht. Der Jahresniederschlag liegt bei 1038 mm und fällt ganz überwiegend in den Sommermonaten. Die durchschnittliche Windgeschwindigkeit beträgt 6,7 m/s und der Wind weht vorwiegend aus Nordnordost.
Die benachbarten Gemeinden sind Fuxing im Norden, Xiushui und Dacun im Nordosten, Xihu im Süden, sowie Erlin im Südwesten.

## Geschichte
Die ursprünglichen Bewohner der Gegend waren austronesische Ethnien vom Volk der Babuza (巴布薩,  Bābùsà). Anfang des 18. Jahrhunderts erreichten die ersten han-chinesischen Siedler vom chinesischen Festland die Region. Diese Siedler kamen aus der Gegend des heutigen Quanzhou in der Provinz Fujian. Zur Herkunft des Ortsnamens Puyan gibt es mehrere Theorien. Die Neusiedler sollen das Land nach einer hier angeblich flächenhaft wachsenden, salztoleranten Pflanze 蒲鹽菁,  Púyán jīng, wissenschaftlicher Name Rhus javanica, benannt haben. Dagegen spricht, dass diese Pflanze vorwiegend im Bergland von Nantou vorkommt. Eine zweite Theorie besagt, dass die Einwanderer das damals noch relativ unwirtliche Land wegen seines hohen Salzgehalts als 埔鹽, Pe̍h-ōe-jī Po͘iâm – „Salzebene“ bezeichneten. Nach einer dritten Theorie soll sich der Ortsname von einem Dorf 部岩,  Bùyán in der Provinz Fujian ableiten, aus dem die ersten Einwanderer stammten. Durch phonetische Transkription in andere Schriftzeichen sei der heutige Ortsname entstanden.
Nach der Übernahme Taiwans durch die Republik China nach Ende des Zweiten Weltkrieges war Puyan zunächst eine Gemeinde im Landkreis Taichung und ab 1950 dann im neu eingerichteten Landkreis Changhua.

## Bevölkerung
Mit etwa 32.000 Einwohnern (2020) lag Puyan unter den 27 Gemeinden des Landkreises Changhua eher im unteren Drittel. Ende 2019 lebten 154 Angehörige indigener Völker in Puyan, entsprechend einem Bevölkerungsanteil von 0,5 %.
| Gliederung von Puyan |
|                      |

## Verwaltungsgliederung
Puyan ist in 22 Dörfer (村,  Cūn) unterteilt:
1 Xinxing (新興村)

2 Yongping (永平村)

3 Dayou (大有村)

4 Xihu (西湖村)

5 Yongle (永樂村)

6 Shibi (石埤村)

7 Tiancheng (天盛村)

8 Taiping (太平村)

9 Xinshui (新水村)

10 Sansheng (三省村)

11 Nanxin (南新村)

12 Haoxiu (好修村)

13 Wayao  (瓦磘村)

14 Puyan (埔鹽村)

15 Punan (埔南村)

16 Jiaoshu (角樹村)

17 Kunlun (崑崙村)

18 Fengze (豐澤村)

19 Dalian (打廉村)

20 Nangang (南港村)

21 Chushui (出水村)

22 Buzi (廍子村)

## Verkehr
Entlang der gesamten nordöstlichen Begrenzung Puyans verläuft die Provinzschnellstraße 76 von Nordwesten nach Südosten. Ganz im Osten, in den Dörfern Dalian und Nangang, verläuft die Nationalstraße 1 (Autobahn) in einem kurzen Abschnitt durch Puyan. Weiter westlich verläuft die Provinzstraße 19 (Changshui-Straße) in Nord-Süd-Richtung durch die Dörfer Buzi, Puyan, Punan und Kunlun. Entlang dieser Straße finden sich die meisten Geschäfte und sie bildet die wichtigste Verkehrsanbindung für die Gemeinde. Des Weiteren gibt es noch die Kreisstraße 135A (135甲), die am westlichen Rand entlang zieht und die Kreisstraße 135, die von Nordnordwest nach Südsüdost durch das Zentrum Puyans verläuft.

## Wirtschaft
Dominierender Wirtschaftszweig ist die Landwirtschaft. Die Böden sind ertragreich und etwa 62 Prozent der Fläche werden landwirtschaftlich genutzt. Puyan ist bekannt für seinen Klebreis und seine Gemüseprodukte. An Gemüsesorten werden Blumenkohl, Knoblauch-Schnittlauch, Winterzwiebeln, Erbsen, sowie Melonen, Bittermelonen, Wachskürbis, Wasserkastanien, u. a. m. angebaut. An Früchten werden Kyoho-Weintrauben und rote Drachenfrüchte kultiviert. Die Tierhaltung konzentriert sich auf Schweine- und Geflügelzucht. Die Industrie ist weitgehend auf kleine Handwerksbetriebe sowie verarbeitende Betriebe der Landwirtschaft beschränkt.

## Besonderheiten

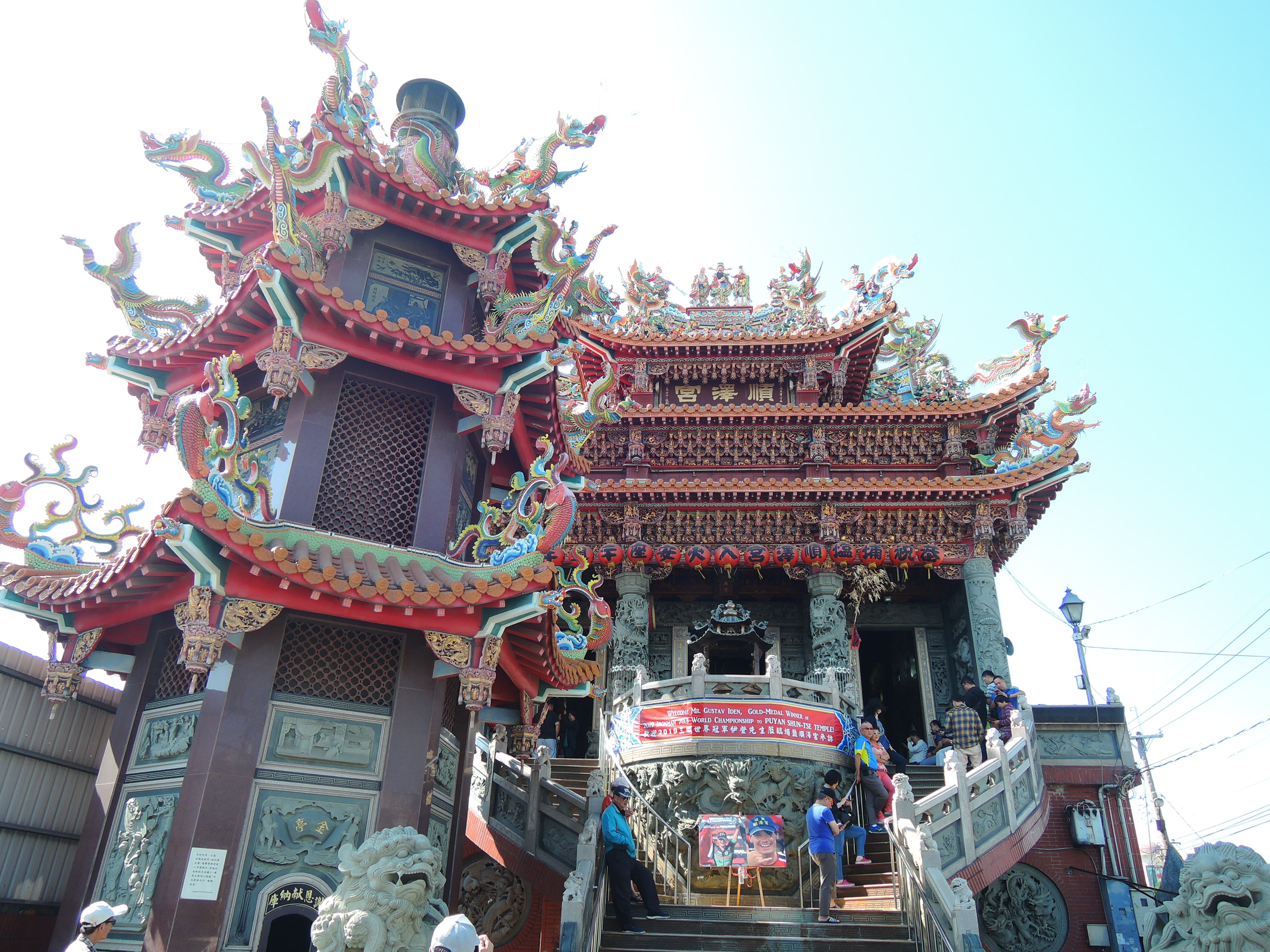
Shunze-Tempel

In Puyan gibt es Tempel der verschiedenen Glaubensrichtungen. Dazu zählen der Shunze-Tempel (順澤宮 ) im Dorf Puyan, in dem die daoistische Gottheit Xuanwu verehrt wird. Ein erster Tempel wurde bereits zur Herrschaftszeit Kangxis erbaut. Der heutige Tempelbau ist ein moderner Nachbau. Weitere Tempel in Puyan sind der Taoistische Lushan-Tempel (閭山道院 ) im Dorf Kunlun, in dem die Schutzgottheit Fa Zhu Gong (法主公) verehrt wird, der buddhistische Zhonghua-Tempel (中華寺 ) im Dorf Chushui, der taoistische Wuxian-Tempel (五顯宮 ) im Dorf Taiping, der Großkaiser Wuxian (五顯大帝) geweiht ist, der Xisheng-Tempel (四聖宮 ) der Göttin Mazu im Dorf Xinshui und den Xide-Tempel (西德宮 ), einen Mazutempel, sowie Tempel des taiwanischen Volksglaubens im Dorf Xihu.